# Леденцов, Николай Николаевич
Никола́й Никола́евич Леденцо́в (род. 1959) — российский учёный-физик, член-корреспондент РАН (1997).

## Биография
Родился 3 мая 1959 года в Ленинграде.
В 1982 году — окончил обучение на базовой кафедре оптоэлектроники Ленинградского электротехнического института.
С 1982 года — работает в ФТИ имени А. Ф. Иоффе, в настоящее время — главный научный сотрудник института.
В 1986 году — защитил кандидатскую диссертацию, тема: «Люминесценция слоёв арсенида галлия, арсенида галлия алюминия и гетероструктур с квантовыми ямами на их основе, полученных молекулярно-пучковой эпитаксией».
В 1993 году — защитил докторскую диссертацию, тема: «Гетероструктуры с размерным квантованием в одном, двух и трёх измерениях».
В 1997 году — избран членом-корреспондентом РАН.
Основатель (2006) и генеральный директор компании VI Systems GmbH, разрабатывающей и производящей оптические системы для передачи данных при сверхвысоких скоростях и соответствующие электронно-оптические компоненты.

## Научная деятельность
Специалист в области технологии получения и исследования свойств гетероструктур с размерным квантованием.
Ведёт преподавательскую работу в должности профессора в Санкт-Петербургском политехническом университете, НИУ ИТМО и Берлинском техническом университете.
Количество публикаций — 840, цитирований — 18246, индекс Хирша — 59.

## Награды
- Орден Дружбы (1999)[3]
- Государственная премия Российской Федерации (в составе группы, за 2001 год) — за цикл работ «Фундаментальные исследования процессов формирования и свойств гетероструктур с квантовыми точками и создание лазеров на их основе»
- Премия Гумбольдта[1]
- Премия Международного симпозиума полупроводниковых соединений[1]